# Мнишеки
Мнишеки (Мнишки, Мнишехи, пол. Mniszchowie) — польский дворянский род герба Коньчиц (или Мнишек), получивший в 1783 году в Священной Римской империи графское достоинство.

## Общие сведения
Происходит из имения Velké Kunčice в Тешинской Силезии (в настоящее время Kończyce Wielkie в Силезском воеводстве Польши), откуда Николай Мнишек (ок. 1484—1553) выехал в 1533 г. в Польшу; он был великим подкоморием коронным. Сын его Ежи (1548—1613), сандомирский воевода, львовский староста и управляющий королевской экономией в Самборе, сначала дружил с протестантами, потом стал горячим католиком. Ведя роскошную жизнь, он всегда нуждался в деньгах и поправил своё состояние только браком дочери своей Марины с Лжедимитрием. Вместе с дочерью жил в Москве и Ярославле; в 1608 г. навсегда покинул Россию.
Внук Ежи, Ежи-Ян (†1693), воевода волынский — родоначальник ветви рода Мнишек, существовавшей до конца XIX в. Из его сыновей Иосиф (1670—1747) был генералом артиллерии литовской, потом великим маршалом литовским. Род Мнишек, получивший графское достоинство в Австрии в 1783 г., внесен в V ч. родословной книги Волынской губернии.
Существует ещё род Мнишек герба Порай, происходящий из мещан города Серадзя и получивший дворянское достоинство в 1598 г. Из этого рода происходил Адам-Иосиф Мнишек (умер 1786), бывший польским послом в России в 1780 г.

## Персоналии
- Мнишек, Ежи (ок. 1548—1613) — польский вельможа.
- Мнишек, Ежи Август (1715—1778) — государственный деятель Речи Посполитой.
- Мнишек, Ежи Ян (ум. 1693) — государственный деятель Речи Посполитой, дворянин королевский.
- Мнишек, Марина (ок. 1588—1614/1615) — дочь сандомирского воеводы Ежи Мнишека и Ядвиги Тарло, жена Лжедмитрия I.
- Мнишек, Михаил Ежи Вандалин (1748—1806) — государственный деятель Речи Посполитой.
- Мнишек, Николай (ок. 1484—1553) — родоначальник рода Мнишков в Речи Посполитой.
- Мнишек, Станислав Бонифаций (1580—1644) — польский магнат, староста саноцкий, львовский, самборский, глинянский.
- Урсула Мнишек (конец 1580-х — 1621/1622) — дочь сандомирского воеводы Ежи Мнишека и Ядвиги Тарло
- Мнишек, Франтишек Бернард (1590—1661) — государственный деятель Речи Посполитой, каштелян сондецкий, староста.
- Мнишек, Юзеф (1670—1747) — государственный и военный деятель Речи Посполитой, ротмистр панцирный.
- Мнишек, Ян Кароль (1716 — 1759) — государственный и военный деятель Речи Посполитой, староста галицкий.
- Мнишек, Анджей Ежи (1823—1905) — живописец, коллекционер.

## Описание герба
В красном поле семь страусовых перьев, положенных рядом так, что основанием для них служит обращенный рогами вверх полумесяц. И те же семь перьев в нашлемнике.
Этот древний герб принесен из Богемии и был употребляем фамилиею Мнишек, которая владела имением Коньчиц.